# أبو القاسم بن خجو
الشيخ أبو القاسم بن خجو (ت:956ھ-1549م)، عاش في صميم عهد الامارة الراشدية بشفشاون. و أدرك جزءا من مؤسسي مدينة شفشاون. علي بن موسى بن راشد. وعندما مات هذا الأمير كان الشيخ أبو القاسم بن خجو في نحو الثلاثين من عمره. وتوالت الإمارة الراشدية إلى ما بعد حياة صاحبنا (887ھ-956م )وبذلك يكون قد عاصر الإمارة الراشدية بشمال المغرب ابتداء منحياة مؤسسها إلى ما قبل نهايتها بنحو ثلاث عشرة سنة. فهو إذن قد عاش إبان ازدهار هذه الإمارة وعرف ثلاثة من أمرائها : علي بن راشد،وولديه إبراهيم ومحمد (557 ).
وتعرف الشيخ أبو القاسم بن خجو في آخر حياته على السلطان محمد الشيخ السعدي الذي قدر علمه و خلقه ومواهبه ..

## نشأته وحياته
ينتسب الشيخ أبو القاسم بن علي بن خجو الحساني الخلوفي إلى أسرة (558 )عريقة في شمال المغرب ببني حسان بجبال غمارة جوار مدينة شفشاون.
ونبغ من هذه الأسرة مجموعة من القراء. وفقهاء الدين، و حفاظ الشريعة. .فوالده علي كان فقيها، وكذا أخوه الحسن الذي نجد له فتاوى عديدة في كتب النوازل، مثل : نوازل العلمي (559 ) واخته امينة كانت فقيهة، فهو إذن ينتمي إلى اسرة علم وثقافة ودين. .وله ولد يسمى عليا كان من العلماء خلف أبيه في الفتيا، وله فتاوى في كتب النوازل (560 ).
نشأ الشيخ أبو القاسم بن خجو في مدشر (سعادة ) من فرقة (بني امهارون ) بني حسان (قبيلة مغربية ) (561 ).

## شيوخه
درس الشيخ أبو القاسم بن خجو بجبال غمارة على عدد من الفقهاء و القراء، ذكر مجموعة منهم -عرضا -في إحدى فتاويه فقال : "وأدركنا شيوخنا (...) : كسيدي يوسف بن سرحان وأخيه سيدي علي، وسيدي عبد الله بن القاسم بن فرحون، وسيدي موسى اليدوني، وسيدي الحسن بن سكنان، وسيدي يوسف بن عثمان. ..وغيرهم خالطناهم بالمجاورة والقراءة. ..."(562 ).

## تلامذته
له عدة تلاميذ، منهم : القاضي أبو عبد الله محمد بن عسكر صاحب دوحة الناشر الذي خصه في دوحته بترجمة هامة.
ومنهم ابنا ابنته القاضيان، أحمد و محمد ابنا عرضون الزجليان الشفشاونيان. وينوه به كثيرا حفيده أحمد بن عرضون في كتبه، خاصة في كتابه (مقنع المحتاج في آداب الأزواج ) (565 ) ومنهم ولده علي بن خجو الذي تصدر للإفتاء بعد أبيه.
ومنهم أخته آمنة بن خجو زوجة الشيخ عبد الله الهبطي.
ومنهم أبو عمران موسى الوزاني (ت:969 ھ) وغيرهم.